# Marisora brachypoda
Marisora brachypoda es una especie de lagarto de la familia Scincidae. Se distribuye desde el norte de México hasta el norte de Costa Rica, también ha sido vista en Colombia. Su rango altitudinal va desde el nivel del mar hasta los 1500 m de altitud. Es diurna y terrestre. Se alimenta de invertebrados y es ovovivípara.